# リーゼングロス
リーゼングロス（欧字名:Riesengross、1979年5月4日 - 2007年3月31日）は、日本の競走馬、繁殖牝馬。
1982年の桜花賞優勝馬である。半妹に、1983年度優駿賞最優秀3歳牝馬マーサレッド、エリザベス女王杯を制したタケノベルベットがいる。

## 生涯

### デビューまで
タケノダンサーは、チャイナロックを父に持つ牝馬で、競走馬としてデビューすることなく、1974年に繁殖牝馬となった。不受胎などしばらく産駒生産には至らなかったが、1978年にようやく初仔の牝馬（父:ラフィンゴラ）を産んだ。続いて内国産種牡馬のアローエクスプレスが配合され、翌1979年5月4日、北海道静内町の武岡牧場にて2番仔の牝馬（後のリーゼングロス）が誕生した。
牧場では「福舞」と呼ばれ、当歳時はおとなしく、人の手がかからない馬であった。2歳の春に首が「夏癬」という皮膚病に見舞われ、雨の時は痒みが止まらなかった。ある日放牧されたころに雨が降ってしまい、痒さに暴れていたところを他の馬に押し倒され、牧場の柵に激突。倒れた福舞が全く動かなくなったことから、周囲は死亡したと認識して獣医師の派遣を要請したが、やがて立ち上がり、普段通りに動き始めた。この一件から気性が荒くなるなど、福舞の性格が変化した。
福舞は、三島武が所有することが決定し、三島によりドイツ語で「大いなるもの」を意味する「リーゼングロス」という競走馬名が与えられた。

### 競走馬時代

#### 3歳（1981年）
美浦トレーニングセンターの新関力厩舎に入厩した。
3歳夏の1981年6月6日、札幌競馬場の新馬戦（ダート1000メートル）に中野渡清一が騎乗し、単勝2番人気でデビューを果たした。最終コーナーで先頭に立つとそれから差を広げ、後方に10馬身離して優勝した。続く北海道3歳ステークスでは2番人気の支持も、馬群で砂を被り走る気を失い9着、本州に戻り中山競馬場のカンナ賞、東京競馬場の黄菊賞では1番人気に推されながらそれぞれ敗退した。
11月28日、5戦目の黒松賞で後方からの追い込みが決まり2勝目。12月12日、中山競馬場の3歳牝馬ステークスでは、新潟3歳ステークスを制したビクトリアクラウンとの対決に注目が集まった。リーゼングロスが1番人気に推されたが、両隣から挟まれる不利を受け、8着に敗退、一方のビクトリアクラウンは連勝を果たした。以後、笹針治療を受けるなど休養に入り、3歳を終えた。

#### 4-5歳（1982-83年）
4歳となる1982年の初戦には、桜花賞のトライアル競走である阪神4歳牝馬特別を選択。脚への不安から満足に調教できず飼葉を加減し、馬体重はマイナス14キログラム、さらに鞍上が初騎乗となる清水英次だったことから、人気を落とし7番人気の支持であった。担当厩務員の長谷部謙司は、この時の状態を「6分ぐらいの出来」と評している。不良馬場の中後方待機を選択し、直線では内側に持ち出して伸び、2着を確保した。逃げたツキマリーがそのまま優勝し、その1馬身4分の1遅れての入線であった。清水は、不良馬場で35秒台の末脚を見せたことを高く評価し「最後の100メートルでは勝てるかなと思ったほどだ」とも話した。
続いて4月11日の桜花賞に出走。3歳牝馬ステークス勝利後、さらにクイーンカップも制したビクトリアクラウンが桜花賞直前に左膝骨折、出走を回避したことから、本命不在となる「混戦ムード」（横尾一彦）の状態が生まれた。そんな中、リーゼングロスは前走負かしたマンジュデンレディに1番人気を譲った2番人気に支持された。
スタートからツキマリーが逃げる中、リーゼングロスはその7,8馬身後ろの7番手くらいに位置した。残り600メートル地点で3番手まで進出し、最終コーナーで逃げるツキマリーに、外から並びかけると、まもなくかわして先頭となった。独走して後方との差を広げ、先頭で入線。外から追い込んだメジロカーラに5馬身差の勝利は、1975年のテスコガビーが記録した大差に次ぐ史上2番目 の着差を記録した。清水は、クラシック競走初優勝となり、最終コーナー時点で勝利を確信していたと明かしている。
二冠目の優駿牝馬（オークス）に向けて、トライアル競走の東京4歳牝馬特別に1番人気の支持で出走。第2コーナーで両隣に挟まれて失速する不利を受け、一時最後方に位置した。しかし、直線で位置を上げ、半馬身差で先頭で入線した。この勝利に、横尾一彦は「まるで調教をつけているように馬なりのままの楽勝」と表している。清水は、前哨戦のため全力で追うことを避けたが、追えば桜花賞並みの着差が期待できたとしており「オークスも自信がありますよ」と話した。
5月23日の優駿牝馬（オークス）に参戦。リーゼングロスに人気が集まり、優駿牝馬史上初めてとなる単枠指定制度の対象となった。ところが、馬場入場後の返し馬にて、通路の切れ目に驚いて飛んでしまい、騎手を落として放馬。向こう正面の通路から正反対の直線コース坂上まで1200メートルを空馬状態で走ってしまった。やがて捕獲されて馬体検査が行われたが異状なく、落馬した清水も軽い脳震盪に留まり、人馬とも出走することとなった。
スタートから先行して4番手に位置し、直線では先に抜け出していたシャダイアイバー目がけて追い上げた。馬体を併せて200メートル以上競り合ったが、半馬身届かず2着敗退、二冠を逃した。清水は敗因を、直前の放馬というより短距離血統の父アローエクスプレスに求めていた。
3か月間の休養を挟んで、函館記念で復帰したものの12着。その直後に、右前脚に屈腱炎をきたして9か月間の長期離脱となった。療養中に古馬となり、1983年5月21日のエメラルドステークスで復帰を果たすも9着敗退。それから秋まで出走し続けたが、勝利を挙げることができなかった。年末の有馬記念出走前に脚部不安をきたして回避し、競走馬を引退した。

### 繁殖牝馬時代
引退後は、北海道浦河町の小笠原隆牧場で繁殖牝馬となった。初仔の鹿毛の牝馬（父:ブレイヴェストローマン）はアインリーゼンと命名され、中央競馬でデビューし、優駿牝馬3着。2番仔リーゼンシュラーク（父:ハードツービート）は1992年の七夕賞（GIII）を優勝した。さらにマツケン農場に移動後に産んだ4番仔のエンゲルリーゼンは、競走馬として16戦3勝の成績を残し、2001年のエルムステークス（GIII）、2005年のクラスターカップ（統一GIII）を制したエンゲルグレーセの母となった。2007年3月31日に老衰のため28歳で死亡。

## 競走成績
以下の内容は、netkeiba.com およびJBISサーチ の情報に基づく。
| 競走日     | 競馬場 | 競走名          | 格  | 距離 （馬場） | 頭 数 | 枠 番 | 馬 番 | オッズ （人気） | 着順 | タイム | 騎手        | 斤量 [kg] | 1着馬（2着馬）         |
| ---------- | ------ | --------------- | --- | ------------- | ----- | ----- | ----- | --------------- | ---- | ------ | ----------- | --------- | ---------------------- |
| 1981.06.06 | 札幌   | 3歳新馬         |     | ダ1000m（良） | 8     | 2     | 2     | 004.70（2人）   | 01着 | 1:01.6 | 0中野渡清一 | 53        | （トクズイホウ）       |
| 0000.07.26 | 札幌   | 北海道3歳S      |     | ダ1200m（良） | 16    | 3     | 5     | 008.90（2人）   | 09着 | 1:15.7 | 0中野渡清一 | 53        | コウチオウショウ       |
| 0000.09.12 | 中山   | カンナ賞        | 4下 | 芝1200m（不） | 11    | 6     | 6     | 003.00（1人）   | 02着 | 1:11.5 | 0大崎昭一   | 53        | ジャパンラッド         |
| 0000.11.07 | 東京   | 黄菊賞          | 4下 | 芝1400m（不） | 9     | 3     | 3     | 003.50（1人）   | 03着 | 1:25.8 | 0大崎昭一   | 53        | クボノボル             |
| 0000.11.28 | 中山   | 黒松賞          | 4下 | 芝1600m（重） | 14    | 7     | 11    | 003.60（1人）   | 01着 | 1:36.7 | 0大崎昭一   | 53        | （ジャイアンツシチー） |
| 0000.12.12 | 中山   | 3歳牝馬S        |     | 芝1600m（良） | 14    | 8     | 13    | 004.60（1人）   | 08着 | 1:37.1 | 0大崎昭一   | 53        | ビクトリアクラウン     |
| 1982.03.21 | 阪神   | 阪神4歳牝馬特別 |     | 芝1400m（不） | 18    | 4     | 8     | 015.30（7人）   | 02着 | 1:25.8 | 0清水英次   | 54        | ツキマリー             |
| 0000.04.11 | 阪神   | 桜花賞          |     | 芝1600m（良） | 22    | 5     | 11    | 007.80（2人）   | 01着 | 1:36.3 | 0清水英次   | 55        | （メジロカーラ）       |
| 0000.05.02 | 東京   | 東京4歳牝馬特別 |     | 芝1800m（良） | 17    | 6     | 11    | 003.50（1人）   | 01着 | 1:50.3 | 0清水英次   | 54        | （ユーセコクイン）     |
| 0000.05.23 | 東京   | 優駿牝馬        |     | 芝2400m（良） | 24    | 4     | 10    | 003.70（1人）   | 02着 | 2:28.7 | 0清水英次   | 55        | シャダイアイバー       |
| 0000.08.29 | 函館   | 函館記念        |     | 芝2000m（良） | 14    | 6     | 10    | 019.10（6人）   | 12着 | 2:02.3 | 0東信二     | 54        | カズシゲ               |
| 1983.05.21 | 東京   | エメラルドS     |     | 芝1800m（良） | 9     | 4     | 4     | 008.40（4人）   | 09着 | 1:52.3 | 0東信二     | 57        | カミノグレース         |
| 0000.07.03 | 札幌   | 札幌記念        |     | ダ2000m（良） | 16    | 2     | 4     | 057.3（11人）   | 14着 | 2:10.3 | 0東信二     | 55        | オーバーレインボー     |
| 0000.08.21 | 函館   | 函館記念        |     | 芝2000m（不） | 13    | 4     | 4     | 016.1（10人）   | 08着 | 2:06.5 | 0安田富男   | 54        | ドウカンヤシマ         |
| 0000.09.25 | 中山   | オールカマー    |     | 芝2000m（不） | 9     | 6     | 6     | 015.00（6人）   | 06着 | 2:04.9 | 0菅原泰夫   | 56        | スイートカーソン       |
| 0000.10.09 | 東京   | 毎日王冠        |     | 芝2000m（不） | 8     | 1     | 1     | 022.80（7人）   | 04着 | 2:03.4 | 0菅原泰夫   | 55        | タカラテンリュウ       |
| 0000.10.30 | 東京   | 天皇賞（秋）    |     | 芝3200m（良） | 12    | 7     | 9     | 025.90（7人）   | 05着 | 3:23.4 | 0菅原泰夫   | 56        | キョウエイプロミス     |
| 0000.11.20 | 東京   | 目黒記念（秋）  |     | 芝2500m（良） | 15    | 7     | 13    | 012.70（5人）   | 07着 | 2:35.9 | 0菅原泰夫   | 54        | モンテファスト         |

- 表中の太字強調は、八大競走を示す。

## 血統表
| リーゼングロスの血統（グレイソヴリン系（ナスルーラ系） / Fairway5×5=6.25%） | リーゼングロスの血統（グレイソヴリン系（ナスルーラ系） / Fairway5×5=6.25%） | リーゼングロスの血統（グレイソヴリン系（ナスルーラ系） / Fairway5×5=6.25%） | （血統表の出典）      | （血統表の出典） |
| 父 アローエクスプレス 1967 鹿毛                                             | 父の父*スパニッシュイクスプレス Spanish Express 1962 鹿毛                   | Sovereign Path                                                              | Grey Sovereign        | Grey Sovereign   |
| 父 アローエクスプレス 1967 鹿毛                                             | 父の父*スパニッシュイクスプレス Spanish Express 1962 鹿毛                   | Sovereign Path                                                              | Mountain Path         |                  |
| 父 アローエクスプレス 1967 鹿毛                                             | 父の父*スパニッシュイクスプレス Spanish Express 1962 鹿毛                   | Sage Femme                                                                  | Le Sage               | Le Sage          |
| 父 アローエクスプレス 1967 鹿毛                                             | 父の父*スパニッシュイクスプレス Spanish Express 1962 鹿毛                   | Sage Femme                                                                  | Sylvia's Grove        |                  |
| 父 アローエクスプレス 1967 鹿毛                                             | 父の母*ソーダストリーム Soda Stream 1953 栃栗毛                             | Airborne                                                                    | Precipitation         | Precipitation    |
| 父 アローエクスプレス 1967 鹿毛                                             | 父の母*ソーダストリーム Soda Stream 1953 栃栗毛                             | Airborne                                                                    | Bouquet               |                  |
| 父 アローエクスプレス 1967 鹿毛                                             | 父の母*ソーダストリーム Soda Stream 1953 栃栗毛                             | Pangani                                                                     | Fair Trial            | Fair Trial       |
| 父 アローエクスプレス 1967 鹿毛                                             | 父の母*ソーダストリーム Soda Stream 1953 栃栗毛                             | Pangani                                                                     | Clovelly              |                  |
| 母 タケノダンサー 1971 栗毛                                                 | 母の父* チャイナロック China Rock 1953 栃栗毛                               | Rockefella                                                                  | Hyperion              | Hyperion         |
| 母 タケノダンサー 1971 栗毛                                                 | 母の父* チャイナロック China Rock 1953 栃栗毛                               | Rockefella                                                                  | Rockfel               |                  |
| 母 タケノダンサー 1971 栗毛                                                 | 母の父* チャイナロック China Rock 1953 栃栗毛                               | May Wong                                                                    | Rustom Pasha          | Rustom Pasha     |
| 母 タケノダンサー 1971 栗毛                                                 | 母の父* チャイナロック China Rock 1953 栃栗毛                               | May Wong                                                                    | Wezzan                |                  |
| 母 タケノダンサー 1971 栗毛                                                 | 母の母* ラダンスーズ La Danseuse 1964 鹿毛                                  | Le Levanstell                                                               | Le Lavandou           | Le Lavandou      |
| 母 タケノダンサー 1971 栗毛                                                 | 母の母* ラダンスーズ La Danseuse 1964 鹿毛                                  | Le Levanstell                                                               | Stella's Sister       |                  |
| 母 タケノダンサー 1971 栗毛                                                 | 母の母* ラダンスーズ La Danseuse 1964 鹿毛                                  | Star Dancer                                                                 | Arctic Star           | Arctic Star      |
| 母 タケノダンサー 1971 栗毛                                                 | 母の母* ラダンスーズ La Danseuse 1964 鹿毛                                  | Star Dancer                                                                 | Dancing Time F-No.2-f |                  |

半妹にタケノベルベット（父パドスール、エリザベス女王杯勝ち）、従兄弟に史上最年長重賞制覇で知られるオースミダイナーがいる。